# Tunnel du Pavillon
Le tunnel du Pavillon est un tunnel routier français à Saint-Louis, sur l'île de La Réunion. Situé à l'entrée du cirque naturel de Cilaos, il permet le franchissement d'une petite arête rocheuse par la route de Cilaos. Avec le pont de la Boucle, le tunnel de Peter Both et le tunnel de Gueule Rouge, il est l'un des ouvrages d'art singuliers de cette route de montagne.